# Лоїнгсех мак Енгуссо
Лоїнгсех мак Енгуссо — (ірл. — Loingsech mac Óengusso) — верховний король Ірландії. Час правління: 695—703. Походив з гілки Північних О'Нейлів — клану Кенел Конайл (ірл. — Cenél Conaill). Його батько — Енгус (ірл. — Óengus) (пом. 650 р.) не був верховним королем Ірландії, але його дід — Домнал мак Аедо (ірл. — Domnall mac Áedo) (пом. 642 р.) був верховним королем.

## До захоплення влади
Лоїнгсех мак Енгуссо вперше згадується в літописах Ірландії щодо подій 672 року, коли він переміг Дунгала мак Маеле Туйла (ірл. — Dúngal mac Máele Tuil) з королівського клану Кенел м-Богайне (ірл. — Cenél mBógaine) і вбив його. Кенел м-Богайне були гілкою Кенел Конайл — теж були з О'Нейлів і володіли землями в нинішньому графстві Донегол. «Літопис Ольстера» не згадує Лоїнгсеха мак Енгуссо як переможця в тій битві, але «Літопис Тігернаха» згадує. «Літопис Чотирьох Майстрів» пише про Лоїнгсеха мак Енгуссо як про вождя клану Кенел Конайл щодо цієї події. Ще згадується смерть його дядька Айліля Фланн Еса (ірл. — Ailill Flann Esa), що помер під час жахливої епідемії чуми — так званої Жовтої Чуми у 666 році.

## Верховний король Ірландії
Літописи Ірландії повідомляють, що він у 695 році брав участь у вбивстві верховного короля Ірландії Фінснехта Фледаха мак Дунхад, що чи то загинув у бою від рук своїх родичів чи то був підступно вбитий у наметі під час походу. Наступного року — 696 він зайняв трон верховних королів Ірландії. «Літопис Ольстера» повідомляє, що Конгалах мак Конайнг Куйре (ірл. — Congalach mac Conaing Cuirre) (пом. 696 р.) в наметі якого і був вбитий попередній король, був першим претендентом на трон. Але він несподівано помер і корону віддали Лоїнгсеху мак Енгуссо. Але «Літопис Тігернаха» повідомляє, що Лоїнгсех мак Енгуссо зайняв трон у 695 році — ще до смерті Конгалаха. Правив Ірландією 8 років.
Саме на часи правління Лоїнгсеха мак Енгуссо припадає місіонерська діяльність святого Адомнана — ірландського святого, що теж походив з королівського роду О'Нейлів — з гілки Кенел Конайл (ірл. — Cenél Conaill). Лоїнгсеха мак Енгуссо видав новий закон — «Закон про немовлят», який був виданий без узгодження з церквою, але який був потім узгоджений з церквою на Синоді в Бірр у 697 році. У часи правління Лоїнгсеха мак Енгуссо в Ірландії почався страшний голод — були неврожаї хліба та пошесть на худобу. За словами Джеффрі Кітінга цей голод тривав протягом трьох років.

## Смерть
Поширення влади Лоїнгсеха мак Енгуссо на північ було зупинено конкуруючим кланом — Кенел н-Еогайн (ірл. — Cenél nEógain), що належали до північних О'Нейлів і володіли землями в нинішньому графстві Деррі. Лоїнгсех мак Енгуссо спробував підкорити королівство
Коннахт на заході Ірландії (яке теретично мало бути васальним, але по суті було незалежним). Лоїнгсех мак Енгуссо намагався стати реальним повновладним королем Ірландії, а не номінальним. Він здійснив похід на Коннахт у 703 році. Похід був невдалий — Лоїнгсех мак Енгуссо був вбитий у битві під Корраном (ірл. — Corann), що на півдні нинішнього графства Слайго. Його розгромив король Коннахту Келлах мак Рогалайг (ірл. — Cellach mac Rogallaig) (пом. 705 р.). Літописи повідомляють, що «три сини верховного короля Ірландії» були вбиті разом з ним — це Артгал (ірл. — Artgal), Коннахтах (ірл. — Connachtach), Фланн Герг (ірл. — Flann Gerg).
Зберігся вірш з тих часів, що приписується королю Келлаху: «За свої вчинки і за свої амбіції
Він був битий в Глайс Хулг, Я вбив Лоїнгсеха мечем
Я — король всієї Ірландії.»

## Сім'я і нащадки
Лоїнгсех мак Енгуссо одружився з Муйренн інген Келлайг (ірл. — Muirenn ingen Cellaig) (пом. 748 р.) — дочкою Келлага Куалана (ірл. — Cellach Cualann) (пом. 715 р.) — короля Ленстеру.

### Сини
Флайхбертах (ірл. — Flaithbertach) (пом. 765 р.) — верховний король Ірландії.
Фергал (ірл. — Fergal) — зібрав військо північних ОНейлів і розгромив королівство Коннахт, помстившись за смерть свого батька у 707 р.